# Too Late for Goodbyes
Too Late for Goodbyes is een nummer van de Britse zanger Julian Lennon. Hij schreef het nummer zelf en Phil Ramone nam de productie voor zijn rekening. In september 1984 werd het uitgebracht als leadsingle voor het album Valotte. In de Verenigde Staten kwam het nummer vier maanden later uit, daar als tweede single van het album.

## Achtergrond
Op het nummer bespeelt Toots Thielemans de mondharmonica. Thielemans had al eerder met producer Ramone samengewerkt en werd ook voor Too Late for Goodbyes gevraagd. Ook is Marcus Miller te horen, die basgitaar speelt tijdens de opnames.
Zijn vader John Lennon was weinig aanwezig tijdens de jeugd van zijn zoon en zodoende ging men ervan uit dat de tekst en de titel over de afwezigheid van vader John zou gaan. Julian heeft in een interview aangegeven dat dit niet het geval was: "Aanvankelijk ging het over een meisje, een relatie. Toen waren er nog een paar andere vrienden in de kamer en we spuiden ideeën heen en weer. Ik eindigde gewoon met die specifieke zin en titel en het leek te blijven hangen. Dus het leek mij logisch, en voilà! Dat is het. Geen verborgen agenda's bij dit nummer."
Het nummer is opgenomen in de soundtrack van de videogame Grand Theft Auto V, waar het te beluisteren is op de virtuele radiozender Los Santos Rock Radio.

## Hitnoteringen
Too Late for Goodbyes bereikte als hoogste notering de vijfde plek van de hitlijst in Ierland en van de Billboard Hot 100 in de Verenigde Staten. Ook in Canada en het Verenigd Koninkrijk (het vaderland van Lennon) werd de top tien bereikt. In de Nederlandse Top 40 was de hoogste plek de tiende. Hier bleef het een week staan voor het weer wegzakte en in totaal stond het negen weken in de Top 40.

### Nederlandse Top 40
| Hitnotering: 24-11-1984 t/m 26-01-1985 | Hitnotering: 24-11-1984 t/m 26-01-1985 | Hitnotering: 24-11-1984 t/m 26-01-1985 | Hitnotering: 24-11-1984 t/m 26-01-1985 | Hitnotering: 24-11-1984 t/m 26-01-1985 | Hitnotering: 24-11-1984 t/m 26-01-1985 | Hitnotering: 24-11-1984 t/m 26-01-1985 | Hitnotering: 24-11-1984 t/m 26-01-1985 | Hitnotering: 24-11-1984 t/m 26-01-1985 | Hitnotering: 24-11-1984 t/m 26-01-1985 | Hitnotering: 24-11-1984 t/m 26-01-1985 |
| Week:                                  | 1                                      | 2                                      | 3                                      | 4                                      | 5                                      | 6                                      | 7                                      | 8                                      | 9                                      |                                        |
| -------------------------------------- | -------------------------------------- | -------------------------------------- | -------------------------------------- | -------------------------------------- | -------------------------------------- | -------------------------------------- | -------------------------------------- | -------------------------------------- | -------------------------------------- | -------------------------------------- |
| Positie:                               | 39                                     | 28                                     | 17                                     | 12                                     | 11                                     | 10                                     | 14                                     | 20                                     | 27                                     | uit                                    |